# Aeroportul Boswell Bay
Aeroportul Boswell Bay (IATA: BSW, FAA LID: AK97) este un aeroport din Alaska, Statele Unite ale Americii.
Situat la o altitudine de 70 m, aeroportul dispune de 1 pistă.

## Infrastructură

### Piste
Aeroportul dispune de o singură pistă. Pista 04/22 are suprafața de pietriș și dimensiunile 2.612 picioare × 100 picioare. 